# Muzeum Minerałów i Skamieniałości w Świętej Katarzynie
Muzeum Minerałów i Skamieniałości w Świętej Katarzynie – prywatne muzeum, położone we wsi Święta Katarzyna w Górach Świętokrzyskich. Placówka jest prywatnym przedsięwzięciem Ewy i Dariusza Siemońskich.
Muzeum powstało w 2005 roku w budynku po byłej piekarni. Zbiory muzeum stanowiła gromadzona przez właścicieli od 20 lat prywatna kolekcja minerałów i skamieniałości. W 2008 roku ekspozycja została poszerzona o wystawę poświęconą krzemieniowi pasiastemu; udosptępniono również do zwiedzania szlifiernię kamieni. Od 2010 roku można również zwiedzać pracownię złotniczą.

Na ekspozycję składają się okazy minerałów i skamielin pochodzące zarówno z Polski, jak i całego świata. Wśród minerałów pochodzenia rodzimego znajdują się m.in. waryscyty, wavellity, kalcyty, aragonity, malachity oraz gagat. Na zbiór minerałów przywiezionych z zagranicy składają się natomiast m.in. korundy, beryle, spinele, turmaliny, granaty, zeolity oraz 100-kilogramowy okaz kryształu górskiego, pochodzący z Arkansas. Do najrzadszych okazów prezentowanych w muzeum należą: krokoit, cornetyt, neptunit, benitoit, fluorokanilonit oraz 3 karatowy kryształ diamentu. Natomiast wśród skamielin prezentowane są: trylobity, łodziki oraz amonity.
Muzeum jest obiektem czynnym od początku maja do połowy października. W pozostałym okresie otwierane jest po uprzednim uzgodnieniu. Wstęp jest płatny. Przy placówce działa sklep, szlifiernia kamieni oraz pracownia biżuterii.